# Maison sublime
La Maison sublime est le vestige d'un bâtiment découvert à Rouen en 1976 sous la cour du Palais de Justice et classé monument historique. Construit vers 1100, c'est le plus ancien monument juif de France et sans doute d'Europe. Il tire son appellation d'un graffiti en hébreu trouvé sur l'un des murs. 
Trois autres monuments ont été découverts dans l'ancien quartier juif, qui font de Rouen un des principaux foyers de l'archéologie juive en Europe.

## Histoire
La Maison sublime est un édifice roman qui doit son nom à une inscription murale issue du Livre des Rois : « Que cette maison soit (toujours) sublime ! ».   
À demi enterré, il est découvert le 13 août 1976 sous la cour d'honneur du palais de justice de Rouen, lors de travaux de pavage de la cour. À l'occasion de ces travaux, un autre bâtiment hébraïque est découvert, en même temps, dans la partie ouest de la cour. 

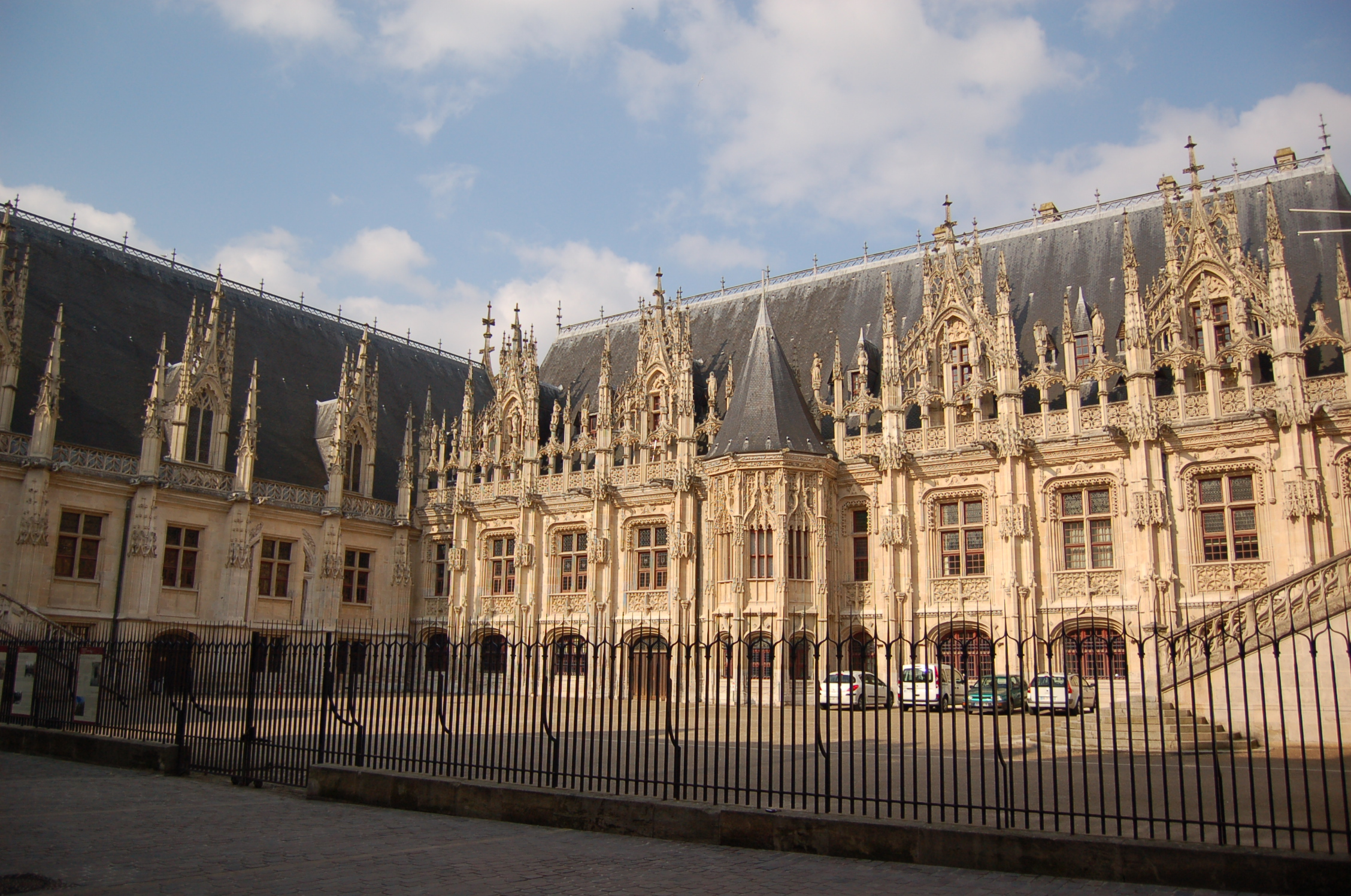
Palais de Justice de Rouen, rue aux Juifs.

Quatre mois plus tôt, le professeur Norman Golb, de l'Oriental Institute de Chicago, avait publié à Tel-Aviv un livre en hébreu (puis en français en 1985, Les Juifs de Rouen au Moyen Âge, portrait d’une culture oubliée) où il révélait l'existence à Rouen d'une très importante communauté juive médiévale et d'une académie rabbinique (yeshivah) extrêmement réputée, constituée de maîtres du Talmud comme Rashbam, petit-fils de Rashi de Troyes, Abraham Ibn Ezra ou les tossafistes Vardimas, Eliezer de Touques et Samson de Chinon. Il indiquait dans son livre que la synagogue se trouvait au sud de la rue aux Juifs dite vicus judaeorum (le bâtiment, à l'origine flanqué d'une tour, a subsisté jusqu'à la fin du XIXe siècle) et l'école rabbinique au nord, à l'emplacement où la Maison sublime a été découverte.
L’École de Rouen ou Scola Rothomagi - expression apparaissant pour la première fois dans un texte latin de 1203 pour désigner la yeshivah de Rouen, était conçue pour accueillir 50 à 60 étudiants venant de toute la Normandie. Des académies de ce type ont existé dans d’autres villes importantes de France comme Paris, Reims, Narbonne ou encore Marseille mais seule, celle de Rouen a laissé les traces matérielles de son établissement.
Après l'expulsion des Juifs de France en 1306 par Philippe le Bel, toutes les propriétés qui leur appartenaient, dans la ville et la banlieue, ont été confisquées par le roi, puis vendues en 1307 à la ville de Rouen.
Jusqu'au milieu du XVIe siècle, la Maison sublime a été occupée par des habitants chrétiens, comme le montre un graffiti en forme de croix potencée trouvé sur l'un des murs. La salle basse a alors été en partie comblée et un pavement a été installé au niveau du sol médiéval. Lors des fouilles de 1976-77, on a trouvé des monnaies dans le remblai, dont une de 1305 au-dessous du pavement et une de 1307 au-dessus.
Au milieu du XVIe siècle, la Maison sublime a été arasée, pour permettre l'extension du Palais du Parlement de Normandie, dont la construction a commencé en 1499. Ne subsiste donc plus qu'une partie de la salle basse, les étages supérieurs ayant été détruits.  

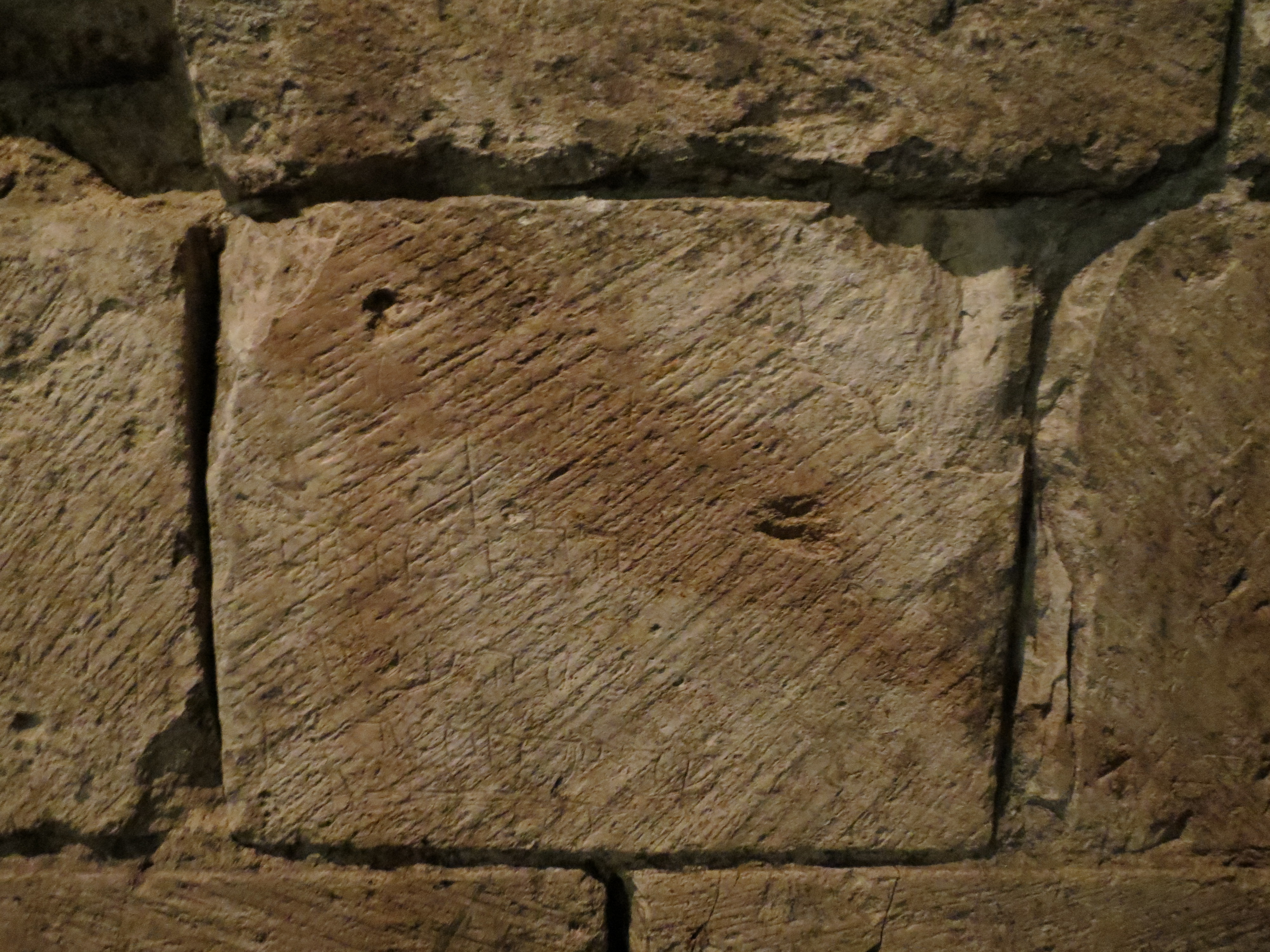
Graffiti hébraïque à l'intérieur du mur sud.

À l'initiative de l'association « La Maison sublime de Rouen » (LMSR) créée en 2007, un chantier de restauration et de mise en valeur du monument a été entrepris de 2017 à 2021 par le ministère de la Justice. Le coût des travaux (environ 800 000 €) est financé par le ministère, les quatre collectivités locales concernées (Région Normandie, Département de Seine-Maritime, Métropole Rouen-Normandie, ville de Rouen), trois fondations privées (Fondation Edmond J. Safra, Fondation pour la Mémoire de la Shoah, Fondation du Patrimoine) et une banque (Crédit Agricole), ainsi que par une souscription nationale lancée en juin 2016 par la Fondation du Patrimoine, à l'initiative du ministère et de l'Association.
La Maison sublime a rouvert ses portes au public en 2022, sous l'égide de l'Office du tourisme de Rouen Normandie.
Le 13 février 2023, la Première ministre Élisabeth Borne évoque la Maison sublime lors du dîner du CRIF : « C’est à Rouen, sous la cour du Palais de Justice, que l’on trouve la Maison sublime, sans doute le plus ancien monument juif d’Europe. Quand on creuse la terre de France, on retrouve les traces du judaïsme. ».

## Architecture
De forme rectangulaire, la Maison sublime est construite en très belle pierre de Caumont. Orientée ouest-est, elle mesure 14,14 m de longueur par 9,46 m de largeur. Ses murs, très épais (1,60 m en fondation, 1,30 à 1,50 m en élévation) sont conservés sur 2,17 m extérieurement et 4,10 m intérieurement, soit un dénivelé d'environ 2 m entre le sol médiéval et le sol de la salle basse.
Les façades nord, ouest et sud sont ornées de contreforts plats avec colonnes adossées sur une base moulurée. Seule la façade orientale est dépourvue d'ornementation. Les bases de colonnes sont ornées de motifs le plus souvent géométriques. Deux d'entre elles, sur le mur sud, sont sculptées d'un lion renversé à double tête  et d'un dragon. Ce qui amène l'archéologue Maylis Baylé à y retrouver le Psaume 90/91 : « sur le lion et la vipère tu marcheras / tu fouleras le lionceau et le dragon ».

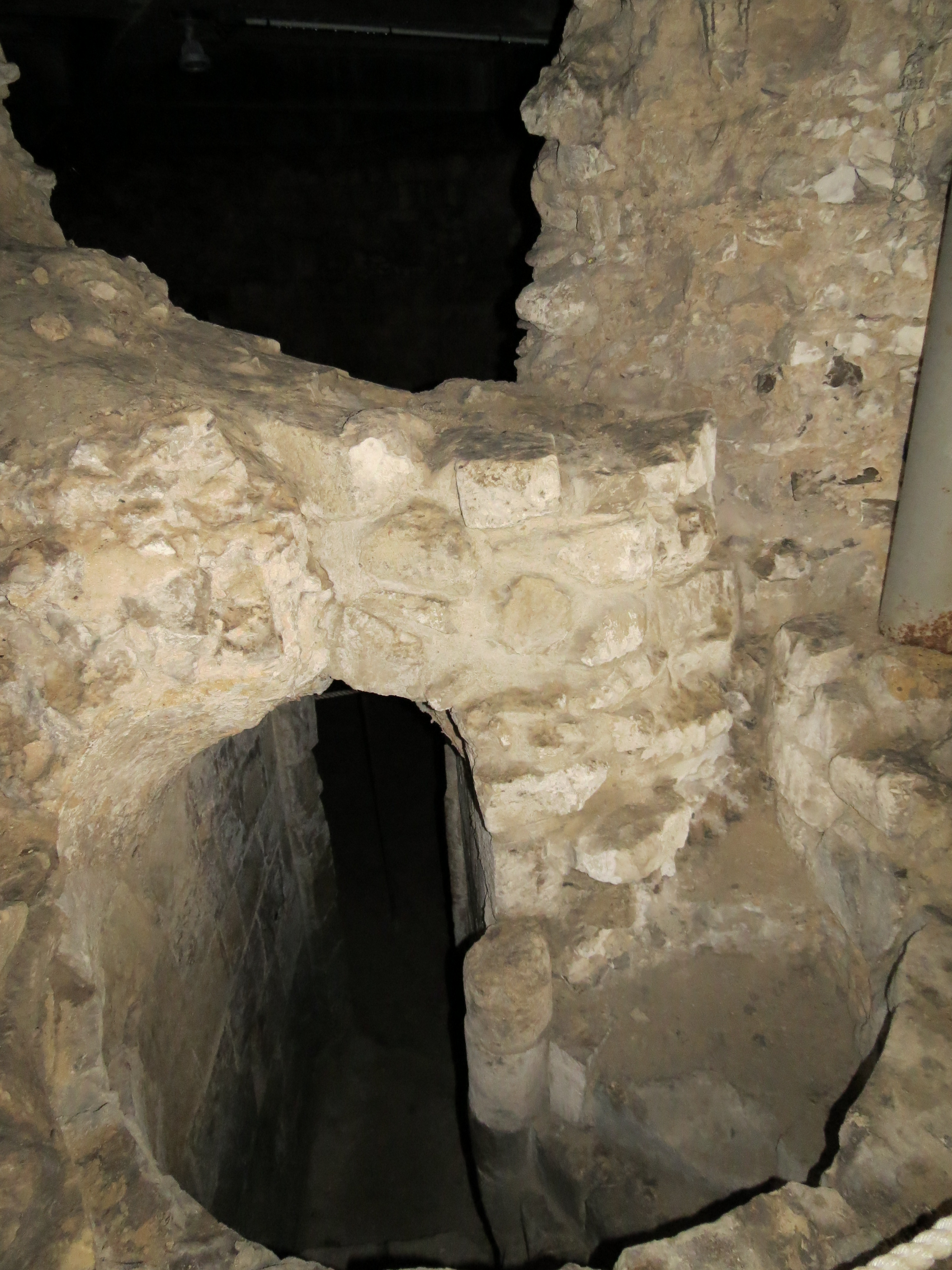
Escalier en colimaçon

On pénétrait dans la salle basse par un escalier droit et par une splendide porte voûtée et ornée (1,11 m × 2,22 m). La salle semble n'être éclairée que par quatre soupiraux à double embrasure, percés dans le mur nord. Mais, Dominique Bertin, l'archéologue de la fouille, et Yves Lescroart, inspecteur général des Monuments historiques, ont repéré, au niveau du premier étage, l'amorce d'une large baie (1,24 m) au centre du mur est et une autre sur le mur nord, qui devaient dispenser une lumière beaucoup plus généreuse. Ce qui donne à penser à Y. Lescroart que la salle basse était très élevée (environ 5 m) et surmontée de plusieurs étages. 
L'angle nord-ouest accueille un escalier en vis, assez étroit. Ce qui conduit les archéologues Dominique Pitte et Éric Follain à imaginer l'existence complémentaire d'un escalier extérieur, au niveau d'une brèche observée dans l'angle sud-ouest.
Le plancher de l'étage, dont on voit les encastrements de poutres à quatre mètres de haut, n'est pas d'origine. Il a dû être construit vers la fin du XIIe siècle, pour créer une surface supplémentaire.

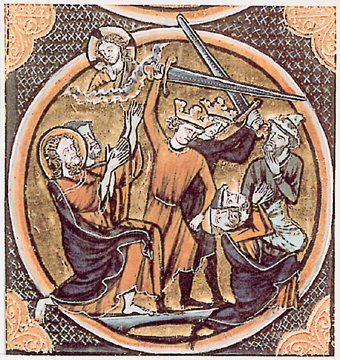
Exécution de Juifs (reconnaissables à leur chapeau d'infamie, judenhut) lors de la Première croisade, illustration d'une Bible française (1250)

Les comparaisons de style avec l'abbaye Saint-Georges-de-Boscherville et avec les autres édifices romans de Rouen (dont la crypte de la cathédrale et la Tour aux Clercs de l'abbatiale Saint-Ouen) ont permis aux archéologues et historiens d'art (Michel de Boüard, Louis Grodecki, Maylis Baylé) de dater l'édifice de la toute fin du XIe siècle ou du début du XIIe. Cela qui correspond à la période où les bâtiments juifs détruits lors du pogrom qui a accompagné  la Première croisade (1096) ont été reconstruits. La Maison sublime est, d'ailleurs, exactement contemporaine de l'hôtel particulier, découvert en 1982 au sud de la rue aux Juifs, qui était la résidence du chef de la communauté juive : l'hôtel dit de Bonnevie. 
En 1116, un important incendie est parti de la rue aux Juifs, dont on trouve des traces sur le mur ouest.
De nombreux graffitis hébraïques ont été découverts dans toute la salle basse et dans l'escalier en vis. L'un d'eux, repris du Livre des Rois, peut se traduire par : « Que cette maison soit sublime ! », sous entendu « pour l'éternité ». Deux autres graffiti ont été trouvés dans la « cave » découverte en 1976, dans laquelle les professeurs Norman Golb et Bernhard Blumenkranz voient un bain rituel (mikveh). 

## Destination du monument
L'usage universitaire de la Maison sublime est défendu depuis l'origine par le professeur Norman Golb qui, avant même la découverte, situait l'école rabbinique à cet endroit. Quand, en 1985, il a publié Les Juifs de Rouen au Moyen Âge, Portrait d'une culture oubliée, il a été rejoint par l'archéologue Michel de Boüard, spécialiste de l'architecture anglo-normande, qui penchait jusque là pour une résidence privée. De même, Jacques-Sylvain Klein défend cette thèse, avec de nouveaux arguments, dans La Maison sublime, L'École rabbinique et le royaume juif de Rouen.
La thèse de la synagogue, défendue au moment de la découverte par l'historien Bernhard Blumenkranz, n'a pas reçu la confirmation qu'il attendait : lors du dégagement du mur est, on n'a pas découvert l'abside qu'il annonçait, destinée à accueillir les rouleaux de la Torah. La thèse a, néanmoins, continué à être défendue par le professeur Gérard Nahon et, plus récemment par l'archéologue Eric Follain.
La thèse de la résidence privée, abandonnée par Michel de Boüard en 1985, a été récemment reprise par le médiéviste Jacques Le Maho, ingénieur de recherches au CNRS, et par l'architecte Stéphane Rioland.   
La thèse d'un bâtiment à usage mixte (école, synagogue, tribunal rabbinique …) est défendue par la médiéviste et paléographe Judith Schlanger.   

## Accès au public
Le monument fait l'objet de visites publiques assurées par l'office de tourisme de Rouen depuis 2022.

## Galerie

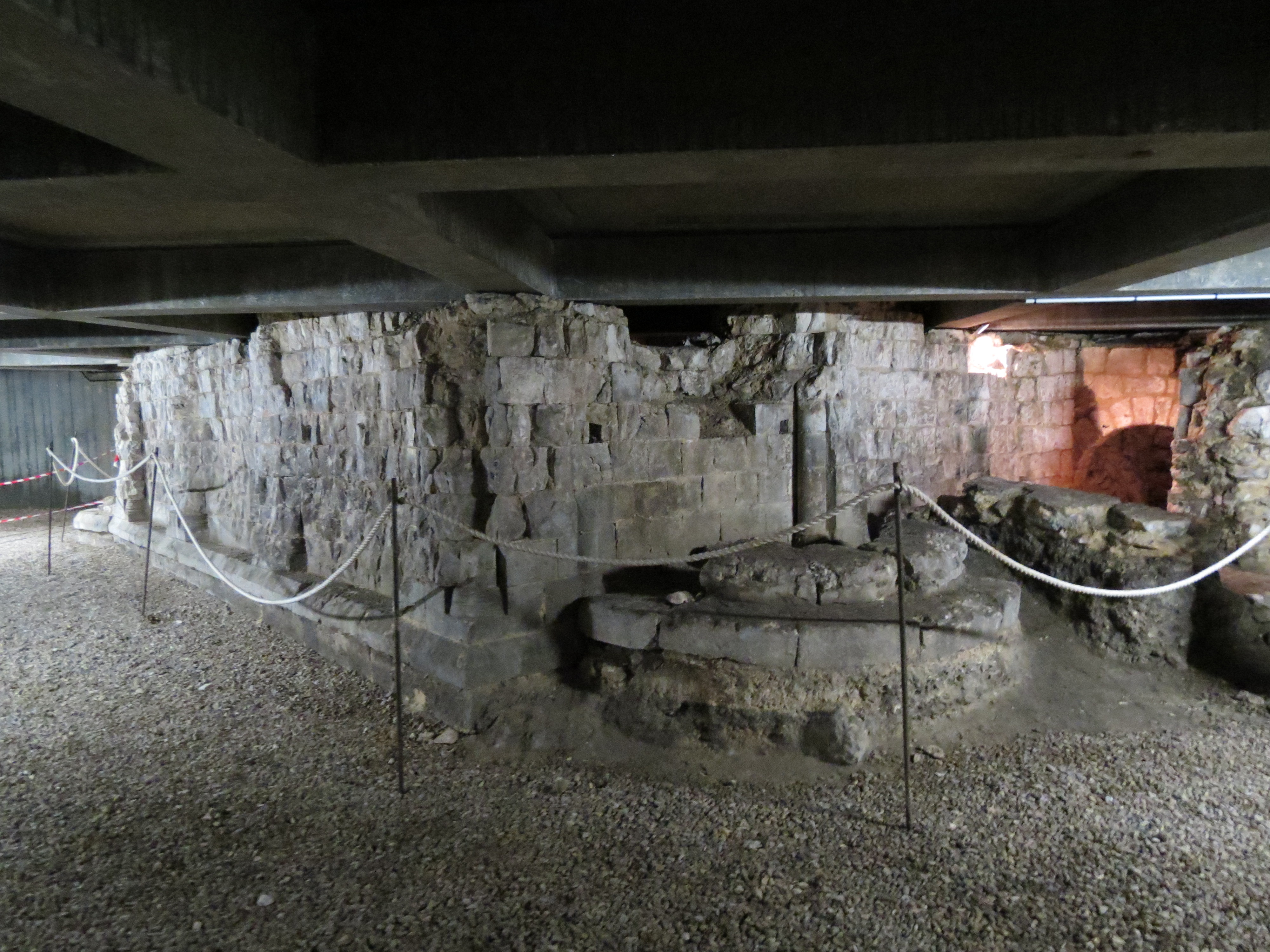
Ensemble d'entrées sur le mur sud.
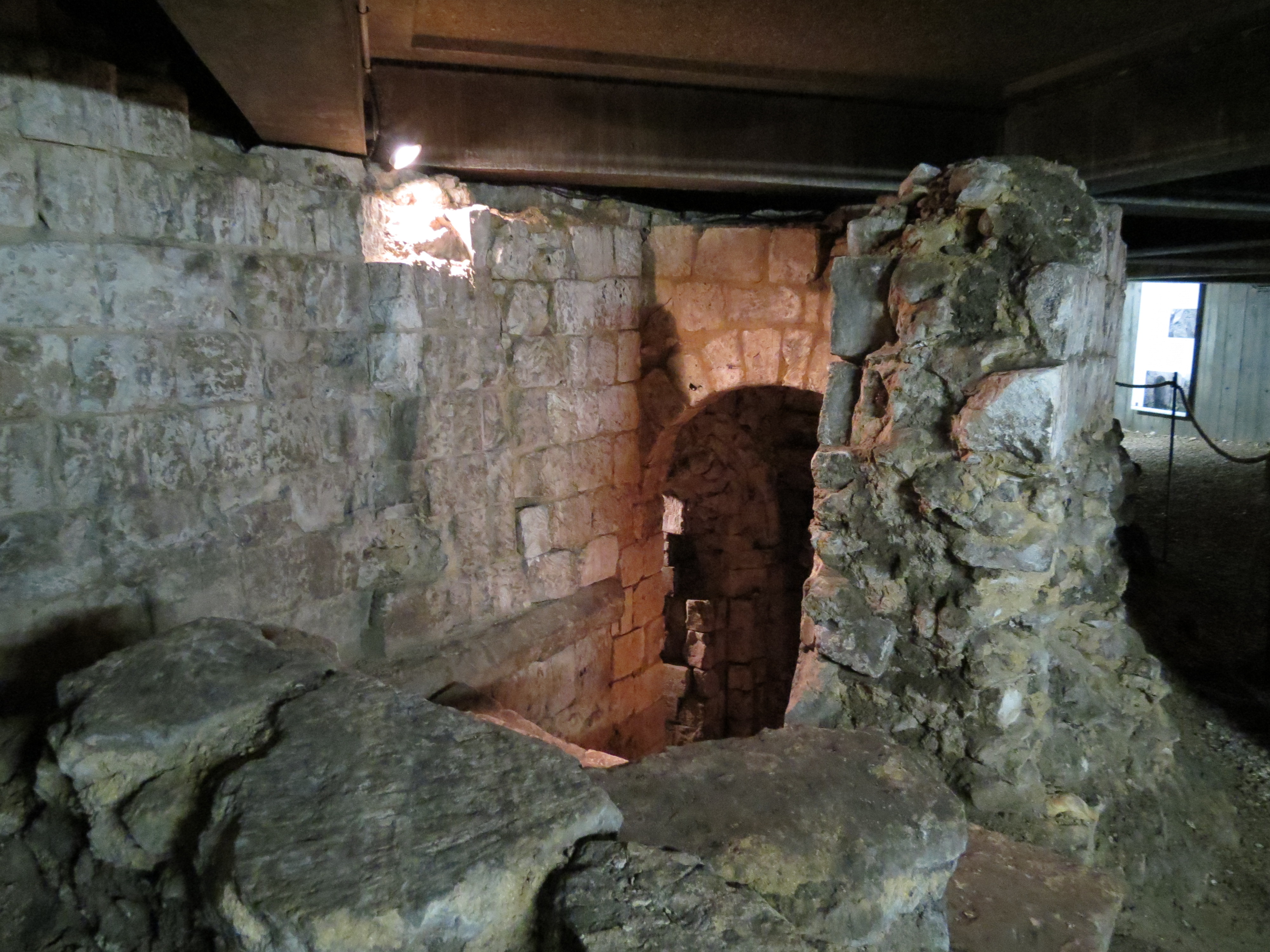
Entrée sur le mur sud.
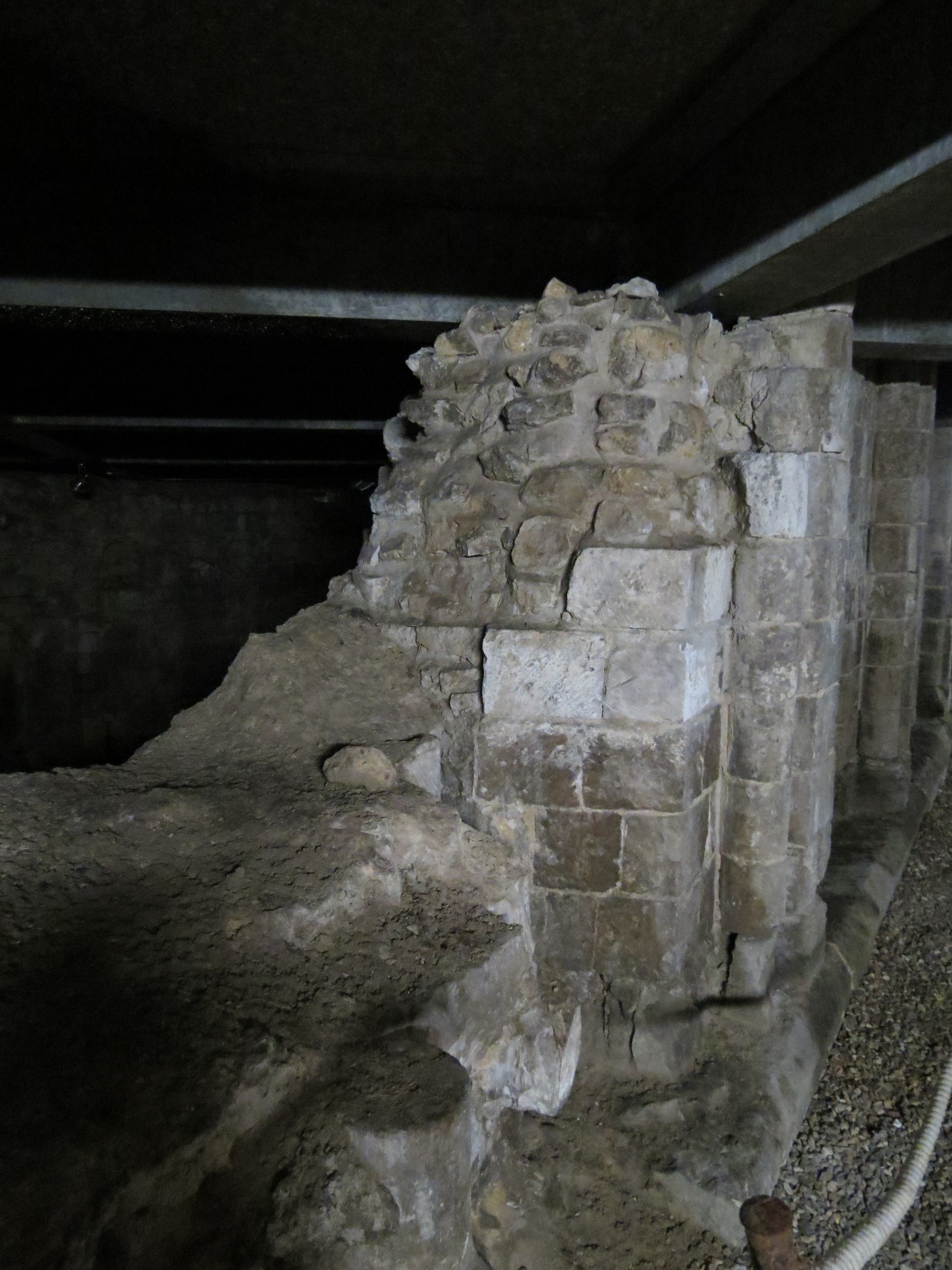
Grosse épaisseur de mur avec pierres de parement en moyen appareil.
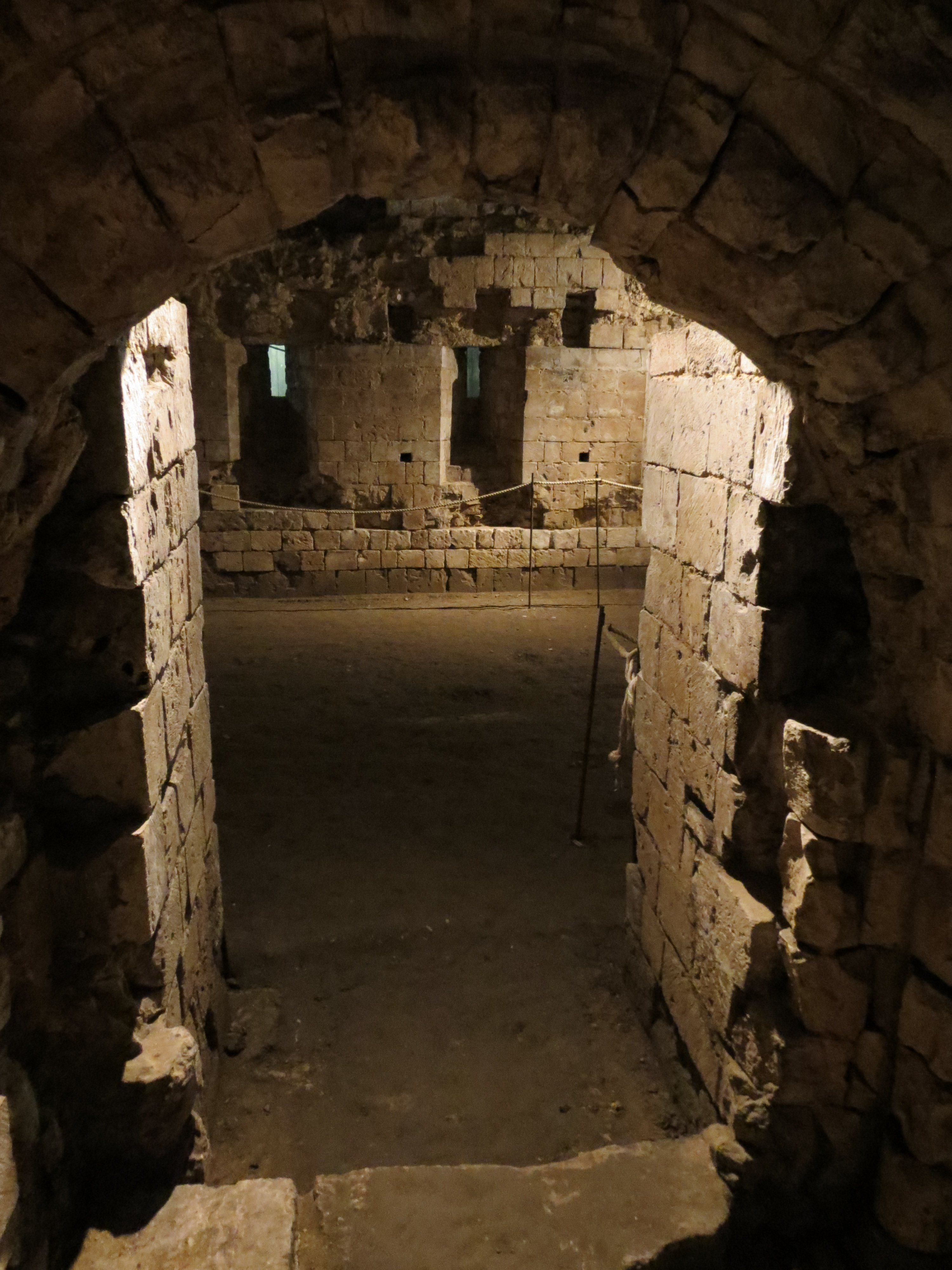
Accès au niveau inférieur.
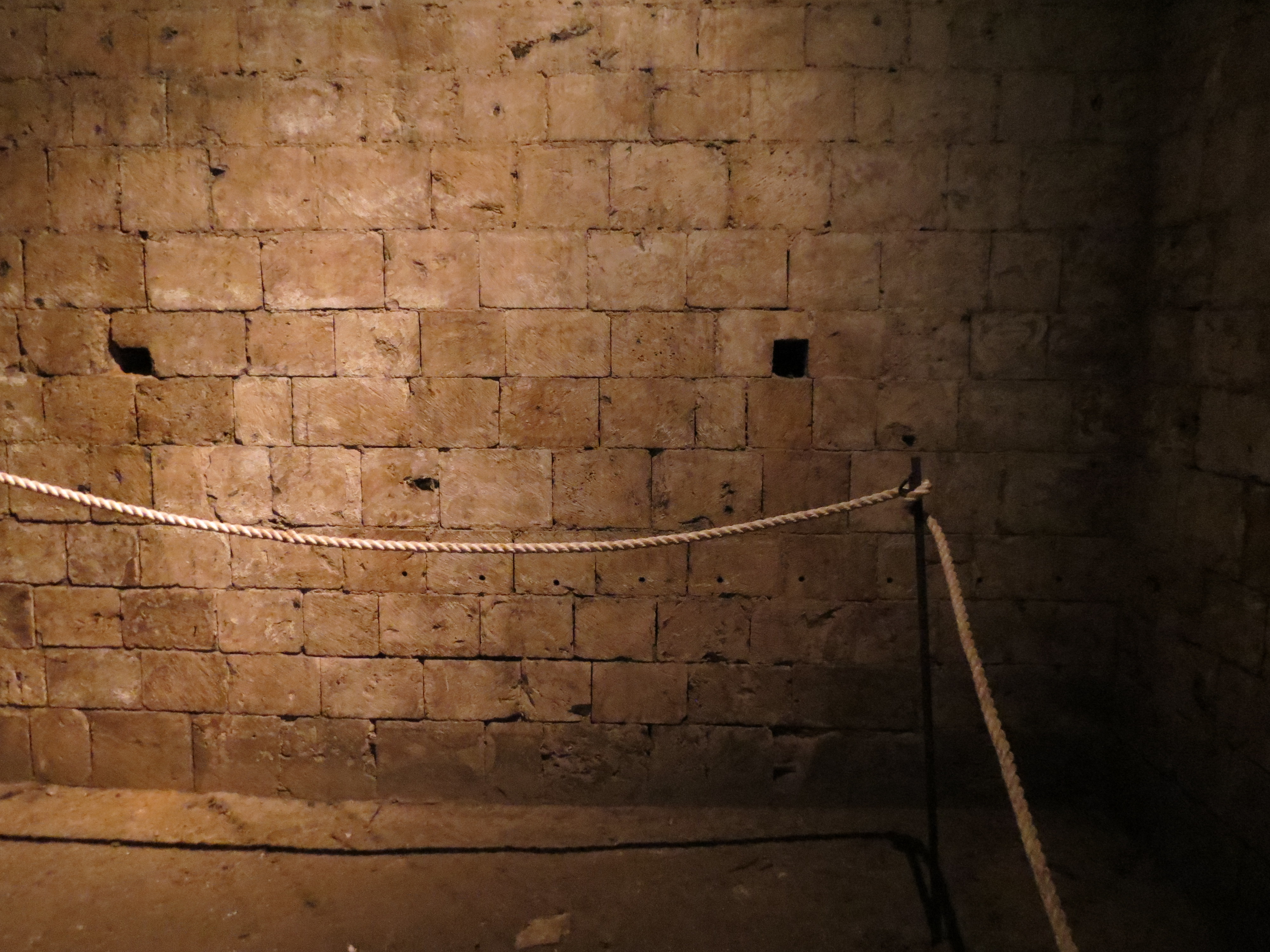
Mur est intérieur avec trous réguliers à la base.
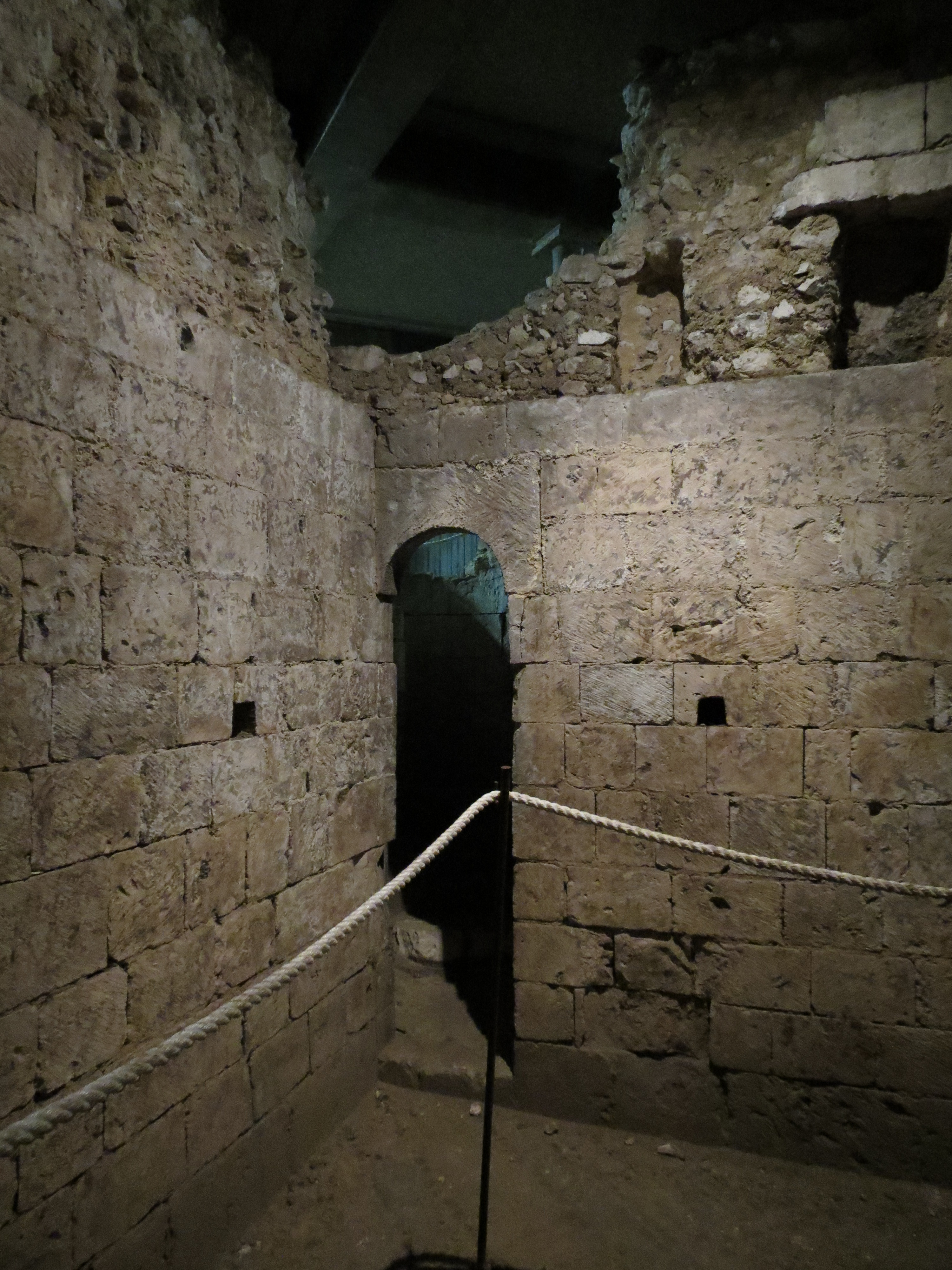
Ensemble dont escalier depuis le niveau inférieur.
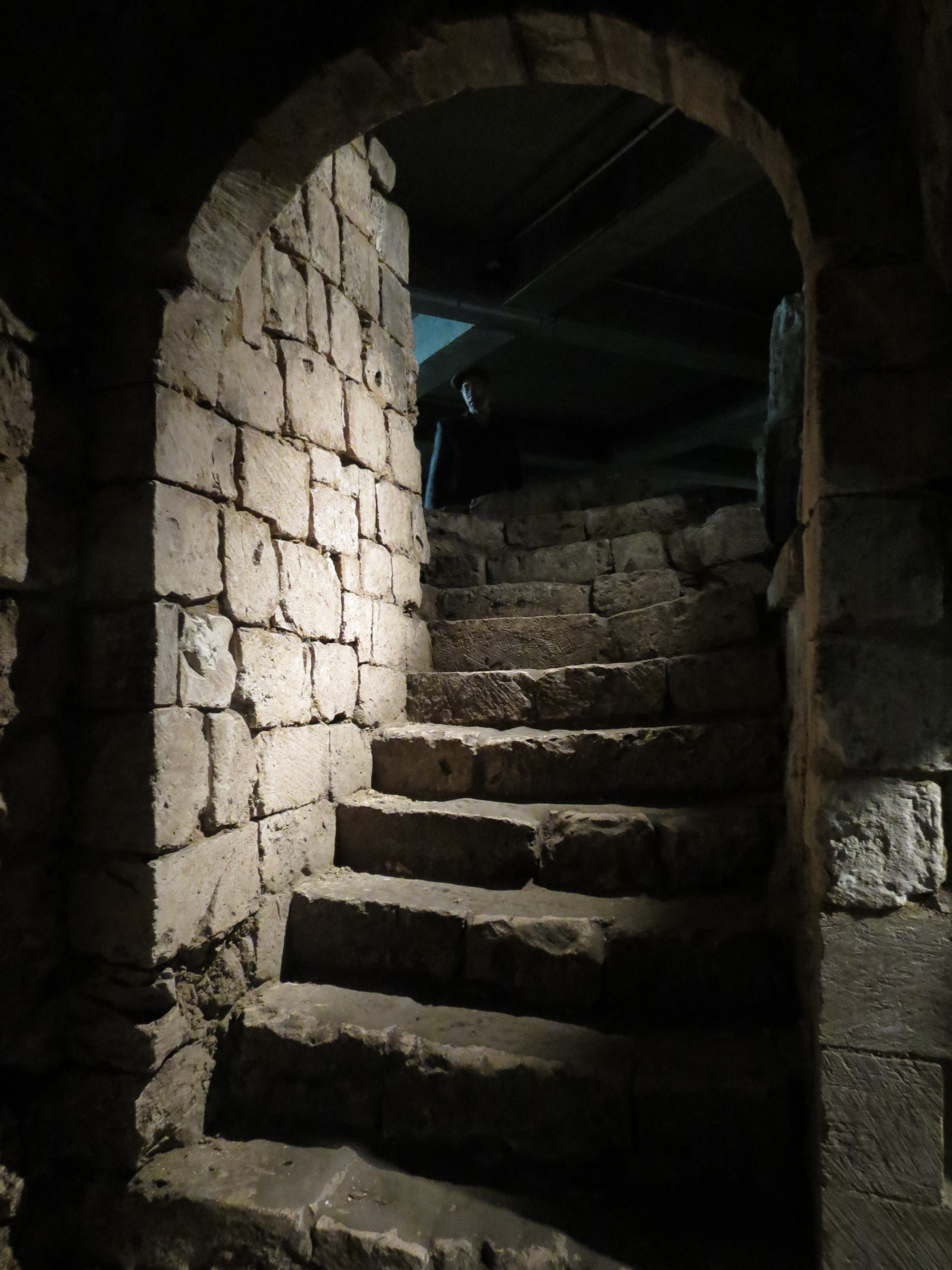
Escalier du niveau inférieur.
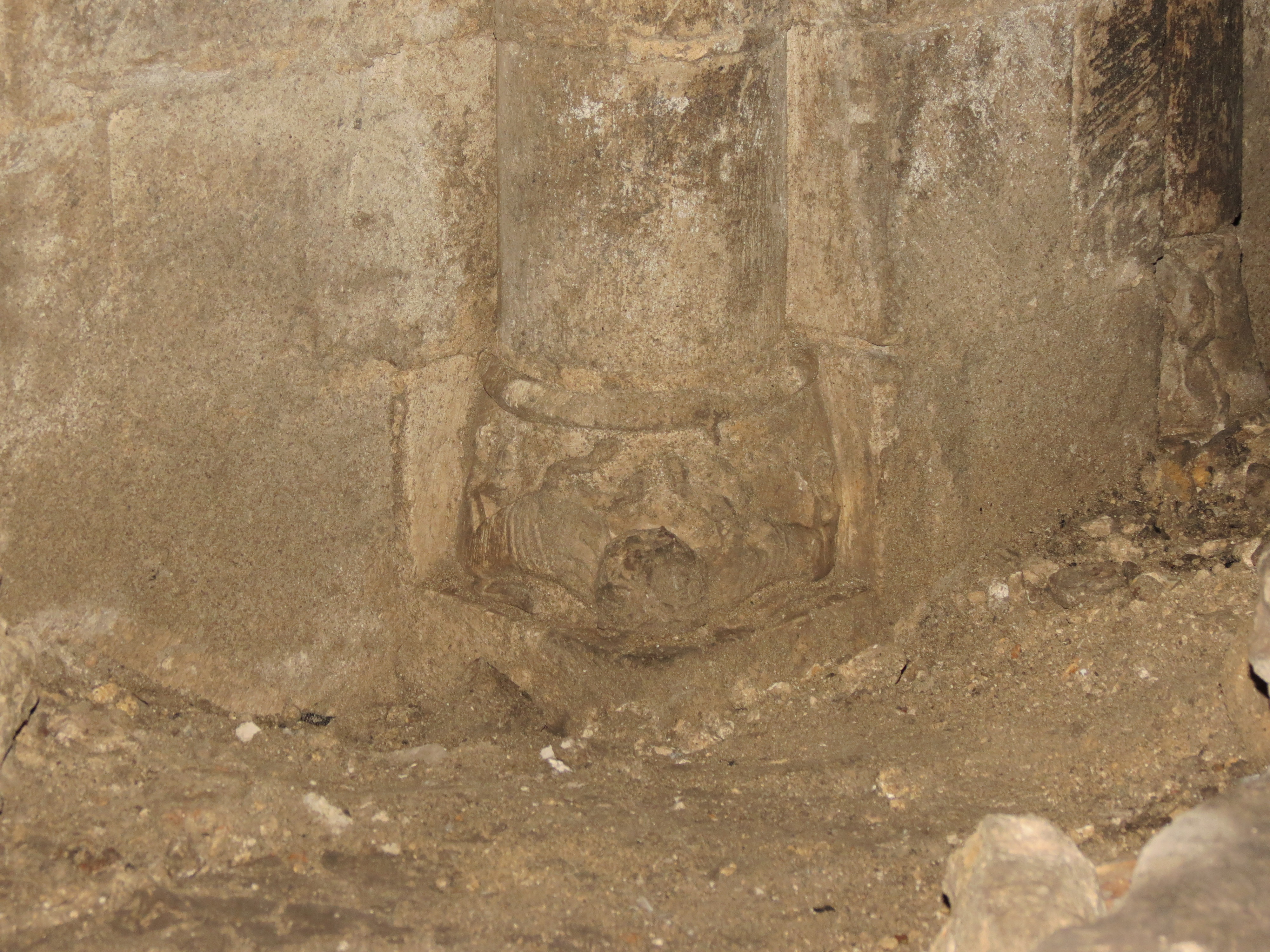
Base sculptée sur le mur sud.

## Exposition
Durant l'été 2018, deux manifestations ont été organisées autour de la Maison sublime. Une exposition au Musée des Antiquités de Rouen : « Savants et Croyants. Les juifs d’Europe du Nord au Moyen Âge » consacrée à la vie intellectuelle et à la culture matérielle juives du Moyen Âge. Un colloque au Musée d'art et d'histoire du judaïsme à Paris, et à Rouen, à l'hôtel des Sociétés savantes : « Le judaïsme médiéval entre Normandie et Angleterre ». 